# هنری تویوومکی
هنری تویوومکی (فنلاندی: Henri Toivomäki؛ زادهٔ ۲۱ فوریهٔ ۱۹۹۱) بازیکن فوتبال اهل فنلاند است.
از باشگاه‌هایی که در آن بازی کرده‌است می‌توان به باشگاه فوتبال آتالانتا و باشگاه فوتبال آژاکس آمستردام اشاره کرد.
وی همچنین در تیم‌های ملی فوتبال زیر ۲۱ سال فنلاند، و فنلاند بازی کرده‌است.